# Brosimum

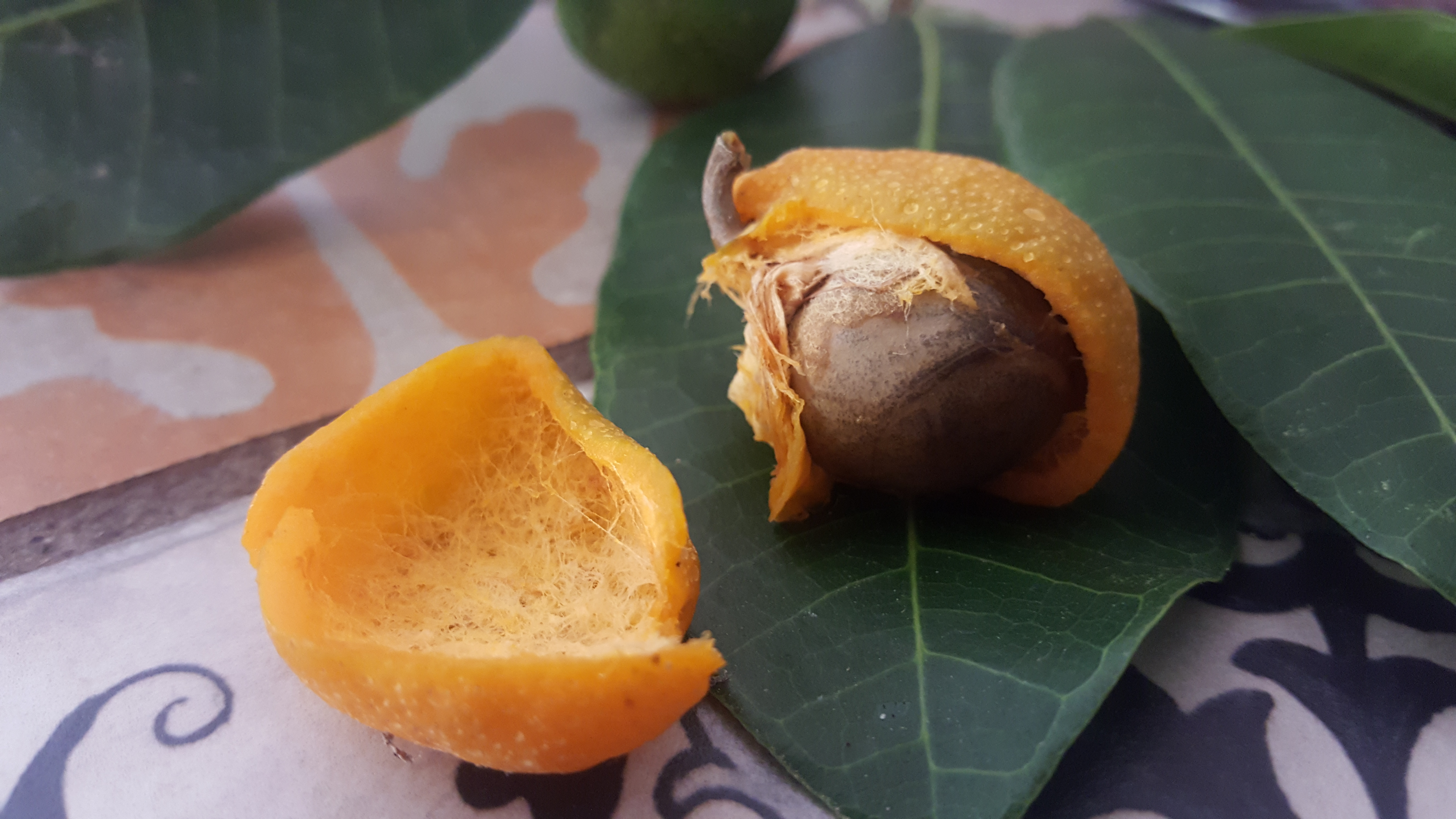
Owoc Brosimum alicastrum

Brosimum, mlekowiec (Brosimum Swartz) – rodzaj roślin z rodziny morwowatych (Moraceae). Obejmuje 15 gatunków. Są to zimozielone drzewa z sokiem mlecznym rosnące w tropikach obu kontynentów amerykańskich – od Meksyku i Kuby na północy po Boliwię, Paragwaj i południową Brazylię. Jako rośliny introdukowane przedstawiciele tego gatunku rosną także na Florydzie i w Wietnamie. Występują one głównie w wilgotnych lasach równikowych.
Drzewa z tego rodzaju dostarczają cenionego drewna (zwłaszcza B. guianense, ale też B. alicastrum i B. rubescens), używanego do wyrobu mebli i instrumentów muzycznych (np. do produkcji smyczków). Brosimum darzymlecznia B. alicastrum w starożytności było ważnym drzewem owocowym dla Majów – owoce tego gatunku są słodkie i pożywne (jadalne po ugotowaniu lub upieczeniu). Współcześnie gatunek wykorzystywany jest głównie jako pastewny (ceniony ze względu na odporność na suszę) oraz leczniczo (jako lek mlekopędny, stosowanych w chorobach serca i układu oddechowego). Brosimum mleczodrzew wytwarza sok mleczny o smaku podobnym do mleka krowiego, spożywanego jako napój i wykorzystywanego jako surowiec do wyrobu gum do żucia oraz świec (jadalny sok wytwarza także darzymlecznia).

## Morfologia
PokrójZimozielone drzewa jednopienne, rzadziej dwupienne, zawierające sok mleczny biały lub przejrzysty.
LiścieSkrętoległe, dwurzędowe. U nasady z przylistkami, czasem obrastającymi pęd dookoła. Blaszki pojedyncze, całobrzegie, eliptyczne i skórzaste.
KwiatyKwiaty drobne, niepozorne, zebrane w kulistawe lub odwrotnie stożkowate, oryginalnie zbudowane kwiatostany – z pojedynczym kwiatem żeńskim położonym centralnie i otoczonym licznymi kwiatami męskimi. Kwiat słupkowy z zalążnią górną, szczątkowym okwiatem i głęboko rozdwojonym znamieniem. Kwiaty męskie mają okwiat szczątkowy, całkiem zredukowany lub wyraźnie wykształcony, czterokrotny. Pręcik pojedynczy, w liczbie dwóch lub czterech. Wszystkie kwiaty zagłębione są w mięsistym dnie kwiatostanowym.
OwocePozorny pestkowiec.

## Systematyka
Rodzaj klasyfikowany do plemienia Dorstenieae  z rodziny morwowatych Moraceae.
Wykaz gatunków
- Brosimum acutifolium Huber
- Brosimum alicastrum Sw. – brosimum darzymlecznia
- Brosimum costaricanum Liebm.
- Brosimum gaudichaudii Trécul
- Brosimum glaucum Taub.
- Brosimum glaziovii Taub.
- Brosimum guianense (Aubl.) Huber ex Ducke
- Brosimum lactescens (S.Moore) C.C.Berg
- Brosimum longifolium Ducke
- Brosimum melanopotamicum C.C.Berg
- Brosimum multinervium C.C.Berg
- Brosimum parinarioides Ducke
- Brosimum potabile Ducke
- Brosimum rubescens Taub.
- Brosimum utile (Kunth) Oken – brosimum mleczodrzew